# Protocollo di Sèvres
Il protocollo di Sèvres fu un accordo diplomatico segreto raggiunto fra i governi di Regno Unito, Francia, Israele durante colloqui tenutisi fra il 22 e il 24 ottobre 1956 a Sèvres, in Francia. L'incontro si svolse in risposta alla decisione del presidente egiziano Gamal Abd el-Nasser di nazionalizzare il Canale di Suez. Gli accordi presi a Sèvres prevedevano un'azione politica e militare congiunta fra le tre nazioni con l'invasione e l'occupazione della zona del Canale di Suez al fine di provocare la caduta di Nasser. L'attuazione degli accordi porterà alla Crisi di Suez. 

## Gli incontri di Sèvres

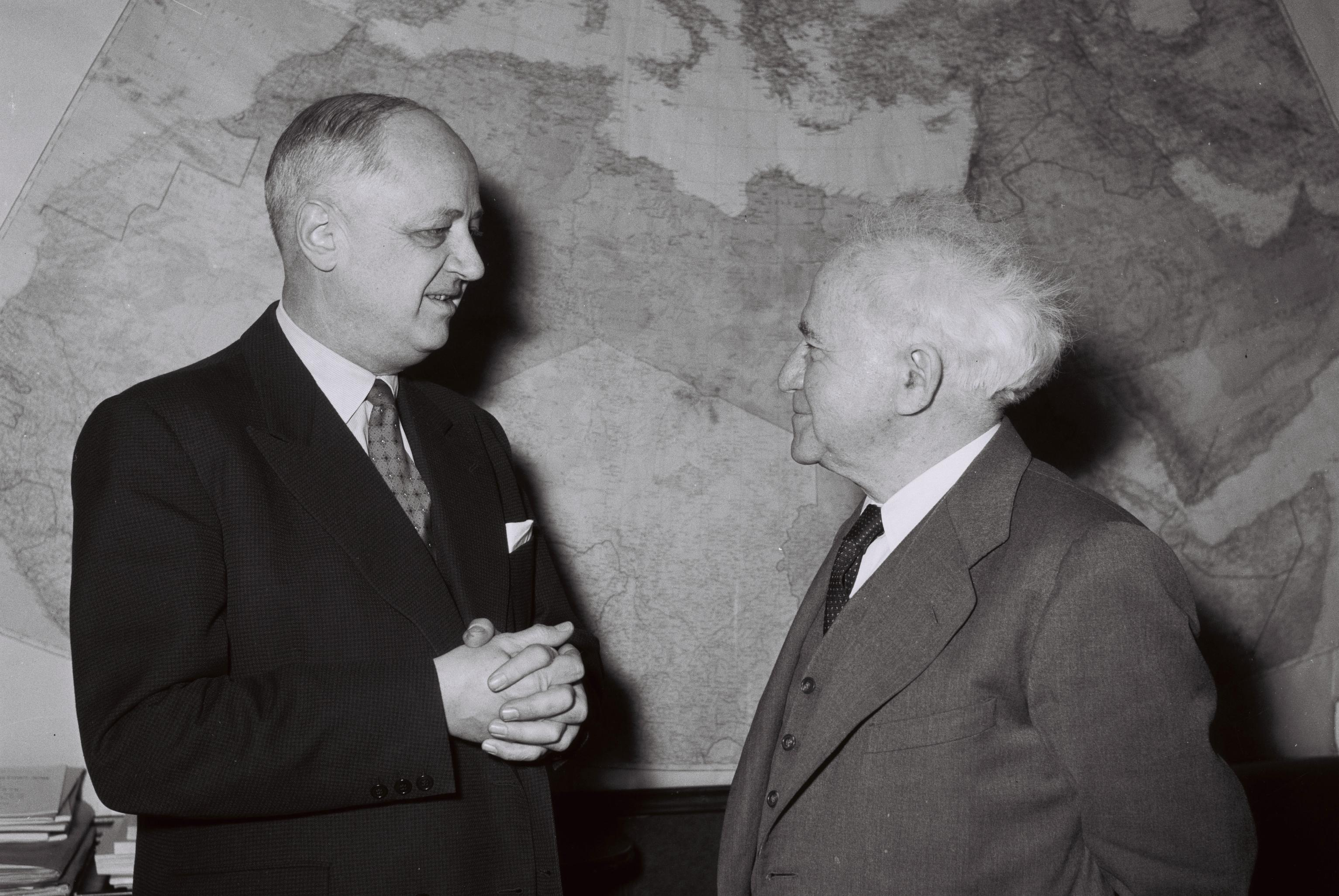
Il ministro degli Esteri francese Christian Pineau e il primo ministro israeliano Ben Gurion

Il 22 ottobre 1956 una delegazione israeliana guidata dal premier israeliano David Ben Gurion, dal ministro della Difesa Shimon Peres e dal Capo di Stato maggiore Moshe Dayan incontrò segretamente a Sèvres il ministro della Difesa francese Maurice Bourgès-Maunoury, il ministro degli Esteri francese Christian Pineau, il capo di Stato maggiore francese Maurice Challe e il ministro degli Esteri britannico Selwyn Lloyd e il suo assistente, Sir Patrick Dean. I delegati pianificarono l'attacco all'Egitto in due fasi: dapprima avrebbe agito Israele, invadendo il Sinai con un attacco preventivo. Francia e Regno Unito sarebbero intervenute con il "pretesto di separare i due contendenti" e di proteggere il Canale di Suez, zona di navigazione internazionale, secondo i termini dell'accordo anglo-egiziano del 1954 sul ritiro delle truppe britanniche dall'Egitto. Il punto più critico nella stipula degli accordi fu la mancanza di fiducia di Israele nei confronti della Gran Bretagna: infatti quest'ultima intratteneva forti rapporti con il mondo arabo e non avrebbe voluto metterli a rischio per Israele. La Francia, tuttavia, non avrebbe potuto agire senza coordinarsi con gli inglesi e pertanto Israele dovette accordarsi anche con il Regno Unito.
Dopo due giorni di intensi negoziati, il 24 si giunse a sintetizzare le decisioni prese in sette punti. I diplomatici israeliani insistettero affinché tutte le parti contraenti fossero in possesso di una copia del protocollo, redatto in francese. L'occasione del protocollo consentì a Israele di ottenere il permesso per costruire il centro di ricerca nucleare nel Negev.

## Il protocollo
Traduzione del testo del protocollo dall'inglese:
I risultati dei colloqui che hanno avuto luogo a Sèvres dal 22 al 24 ottobre 1956 fra i rappresentanti dei Governi del Regno Unito, dello Stato di Israele e della Francia sono i seguenti:
1. Le forze israeliane lanciano un attacco su vasta scala contro le forze Egiziane con l'obiettivo di raggiungere la Zona del Canale il giorno successivo.
2. Avendo appreso questi eventi, i governi inglese e francese durante il giorno del 30 ottobre faranno rispettivamente e simultaneamente due appelli al governo egiziano e al governo israeliano su questo schema.  A. Al governo egiziano
a) interrompere ogni atto di guerra
b) ritirare le proprie truppe fino a dieci miglia dal canale
c) accettare la temporanea occupazione  di posizioni chiave sul Canale da parte delle forze anglo-francesi per garantire la libertà di circolazione attraverso il canale da parte di vascelli di tutte le nazioni fino a una risoluzione definitiva

B. Al governo israeliano
a) interrompere ogni atto di guerra
b) ritirare le proprie truppe fino a dieci miglia ad est del Canale.
Inoltre, al Governo Israeliano verrà notificato che i governi francese e inglese hanno domandato al governo egiziano di accettare l'occupazione temporanea di posizioni chiave lungo il Canale da parte di forze anglo-francesi. Si è concordato che se un dei due governi dovesse rifiutare o non dovesse dare il suo assenso, nel giro di dodici ore le forze anglo francesi dovranno intervenire con i mezzi necessari per assicurare che le loro richieste vengano accettate.
C. I rappresentanti dei tre governi concordano sul fatto che a Israele non verrà chiesto di adempiere alle condizioni presenti nell'appello rivoltogli, se l'Egitto non dovesse accettare quelle contenute nell'appello rivoltogli.
3. Nel caso in cui l'Egitto non sarà in grado di adempiere nei tempi alle condizioni dell'appello rivoltogli, le forze anglo-francesi lanceranno offensive militari contro le forze egiziane dalle prime ore della mattina del 31 ottobre.
4. Il governo israeliano invierà forze ad occupare il golfo di Aqaba e il gruppo delle isole Tirane e Sanafir per assicurare la libertà di navigazione nel golfo di Aqaba
5. Israele si impegna a non attaccare la Giordania durante il periodo delle operazioni contro le Egitto. Ma nel caso in cui la Giordania dovesse attaccare Israele, il governo britannico si impegna a non fornire alcun supporto alla Giordania.
6. Gli accordi del presente protocollo devono essere tenuti strettamente segreti.
7. Entreranno in vigore dopo l'accordo dei tre governi.

FIRMATO:
- DAVID BEN GURION
- PATRICK DEAN
- CHRISTIAN PINEAU